# 藤原希
藤原 希（ふじわら のぞみ、1991年11月19日 - ）は、神奈川県出身の女優。身長164cm。体重47kg。血液型はAB型。舞夢プロ所属。

## 出演

### 映画
- female「女神のかかと」（2005年） - 森島奈月 役
- 講談少年パパンパン（2006年） - 大和奈緒 役
- ハッピーフライト（2008年） - 本多嶺奈 役
- メリーさんの電話（2011年） - メリー 役
- DOG×POLICE 純白の絆（2011年）
- MONSTERZ モンスターズ（2014年）
- わたしのハワイの歩きかた（2014年）
- 多日想果 タピオカ（2019年） - 芬（フェン） 役　※短編

### テレビドラマ
NHK
- 平清盛（2012年） - 璋子の娘 役
- 梅ちゃん先生（2012年） - 郵便屋さん 役
- 眠れる森の熟女（2012年） - ウェイトレス 役
- 八重の桜（2013年） - 八重のお針子仲間の娘 役

日本テレビ
- 華麗なるスパイ（2009年） - 女子高生 役
- 花咲舞が黙ってない（第2シリーズ）（2015年） - 女子行員 役

TBS
- 女タクシードライバーの事件日誌5（2010年） - 愛美 役
- クロコーチ（2013年） - 受付嬢 役

フジテレビ
- 間違われちゃった男（2013年） - 若かりし頃のセツコ 役
- Dr.検事モロハシ〜新たなる生命〜（2014年）

テレビ朝日
- 変装捜査官・麻生ゆき3（2007年） - 15才の真理子 役
- 天才刑事・野呂盆六6（2011年） - 浅見咲良 役
- AKBホラーナイト アドレナリンの夜 第1話「ハサミ」（2015年10月8日、テレビ朝日） -  役[1]

フジテレビTWO
- ミッドナイト・ホラーシアター 第4話「悪夢の臨床実験」（2011年） - 飯田彩 役

### 劇場アニメ
- バケモノの子（2015年）

### 舞台
- 夕焼けの丘写真館（2004年） - 越智鈴子 役
- サーカスの唄2005（2005年） - 静子 役
- MEET&MEATアイニク（2012年） - 安藤理恵 役
- 群盗（2013年）

### CM
- ハドソン「ボンバーマンカート」（2001年）
- エースコック「スーパーカップ」（2004年）
- SUNNY「サニー家の人々」（2005年）
- スコール「空のカケラ篇」（2006年）
- 明光義塾「全国からわかった!篇」（2006年）
- キヤノン「みんないい顔篇」（2007年）
- ミサワホーム「家族の成長篇」（2008年）
- サッポロ飲料「リボンシトロン」（2009年）
- ミサワホーム「SMART STYLE ZERO」（2009年）
- 香港大塚製薬「POCARI SWEAT」（2010年）
- ソニー損保（2012年 - 2014年）
- 森永乳業「ビヒダスヨーグルト」（2012年）
- マクドナルド「アフォガート/パイアラモード」（2013年）

### PV
- ルミカ「door」（2009年） - イズミ 役
- マリア「忘れたくなくて」（2010年）
- ルミカ「トモダチ」（2010年） - イズミ 役
- ルミカ「サクラ」（2011年）

### スチール
- NTTドコモ（2008年）
- KDDI「au総合カタログ」（2012年11月号 - 2013年）